# Alexander Groth
Alexander Groth (* 1970) ist Autor, Lehrbeauftragter und Redner zum Thema Führung.

## Leben
Alexander Groth studierte Philosophie und Betriebswirtschaftslehre an der Universität Mannheim mit dem Abschluss Magister Artium. Groth hat sechs Bücher über Führung geschrieben, die auch als Hörbücher veröffentlicht und ins Chinesische, Koreanische, Niederländische, Tschechische und Spanische übersetzt wurden. Er lehrt Leadership an der Technischen Universität München und an der Universität Stuttgart sowie Change Management und Rhetorik an der Universität Mannheim. Seit 2009 ist er Redner für das Thema Leadership und seit 2015 Herausgeber der Wissensplattform LeadershipJournal.de. Groth erhielt zweimal den Best Teaching Award der TU München.

## Veröffentlichungen
Bücher:
- Alexander Groth: Der Chef, den ich nie vergessen werde – Wie Sie Respekt und Loyalität Ihrer Mitarbeiter gewinnen, Campus, 3. Aufl., Frankfurt am Main 2023, ISBN 978-3593507088.
- Alexander Groth: Stärkenorientiertes Führen, 8. Aufl., Gabal, Offenbach 2018, ISBN 978-3869363011.
- Alexander Groth: Führen mit EQ, 2. Aufl., Gabal, Offenbach 2014, ISBN 978-3869363516.
- Alexander Groth: Führungsstark in alle Richtungen – 360-Grad-Leadership für das mittlere Management, Campus, 4. Aufl., Frankfurt am Main 2019, ISBN 978-3593396828.
- Alexander Groth: Führungsstark im Wandel – Change Leadership für das mittlere Management, 4. Aufl., Campus, Frankfurt am Main 2023, ISBN 978-3593506043.
- Alexander Groth: Das kleine LeadershipBuch, E-Book, LeadershipJournal, Frankfurt am Main 2017.

Buchbeiträge:
- Alexander Groth: Das größte Leadership-Prinzip aller Zeiten, in: Seiwert, Lothar (Hrsg.): Die besten Ideen für erfolgreiche Führung: Erfolgreiche Speaker verraten ihre besten Konzepte und geben Impulse für die Praxis, Gabal, Offenbach, 2014, ISBN 978-3869365985.
- Alexander Groth: Warum Sie Ihren Chef führen sollten, in: Buschhaus, Nadin: Warum: 22 Fragen an Top-Referenten, Gabal, Offenbach, 2010, ISBN 978-3869360560.